# Johann Karl Joseph von Merode-Montfort

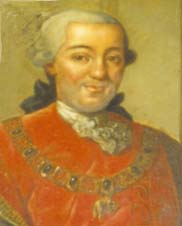
Johann Karl Joseph von Merode-Montfort (1719–1774)

Reichsgraf Johann Karl Joseph von Merode-Montfort (* 3. Dezember 1719 in Ham; † 10. August 1774) war Marquis von Deynze (d’Aynse), Vicomte von Wauvremout, Villers-sur-Lesse und Jeherenne sowie Freiherr von Duffle und Herr von Ham, Waelhem, Asten, Osoigne, Jehay, Duffle, Crupet, Vogt von Fosses.

## Herkunft
Seine Eltern waren Joachim Maximilian Marie Joseph Hyacinthe von Merode, Marquis de Deynze (* 29. März 1690; † 9. August 1748) und dessen erste Ehefrau die Gräfin Therese von Merode (1695–1725).

## Leben
Er trat schon in jungen Jahren in kaiserliche Kriegsdienste und stieg dort bis zum Feldzeugmeister auf. Er wurde am 24. November 1745 Oberst des Infanterie-Regiments Nr. 9 (Los Rios). Er zeichnete sich während des Österreichischen Erbfolgekriegs in der Schlacht bei Rocourt aus, wo er den Rückzug der Infanterie deckte. Ferner zeichnete er sich besonders während der schweren Gefechte am 1. und 2. Mai 1748 bei der Verteidigung von Maastricht aus.
Nach dem Krieg wurde er am 27. Januar 1751 zum Generalmajor befördert. Als solcher kommandierte er im Siebenjährigen Krieg am 22. November 1757 die Angriffskolonnen in der Schlacht bei Breslau. Am 1. Dezember 1757 wurde er zum Feldmarschall-Lieutenant ernannt. In der Schlacht bei Hochkirch am 14. Oktober 1758 führte er die dritte Kolonne bei Angriff gegen den Ort und wurde dabei schwer verletzt. 1759 wurde er Kommandeur einer Brigade gebildet aus Nr. 38 und Nr. 48 (Luzani).
Nach dem Krieg wurde er am 13. November 1765 der Erste, der von Kaiser Joseph II. mit dem Orden vom Goldenen Vließ (Nr. 772) ausgezeichnet wurde. Im Jahr 1766 wurde er außerdem Inhaber des Infanterieregiments No. 38.

## Familie
Merode heiratete am 12. Januar 1744 die Fürstin Marie Charlotte Florentine von Arenberg (* 1722; † 10. Februar 1776), Tochter von Leopold Philipp von Arenberg. Die Ehe blieb kinderlos.